# 動木駅
動木駅（とどろきえき）は、かつて和歌山県海草郡野上町（現 ・紀美野町）動木にあった野上電気鉄道の駅（廃駅）。

## 歴史
- 1928年（昭和3年）3月29日：野上軽便鉄道（後の野上電気鉄道）が紀伊野上駅から路線を延伸すると同時に開業。
- 1961年（昭和36年）2月：春日前駅、北山駅とともに請負制に変更。
- 1994年（平成6年）4月1日：野上線廃止に伴い廃止。

## 駅構造
単式ホーム1面1線を有する駅で木造駅舎があったが、廃線時は無人駅であった。

## 駅周辺
- 野上町役場（現・紀美野町役場）
- 和歌山県立大成高等学校（現・和歌山県立海南高等学校大成校舎）

## 廃線後の状況
前駅の紀伊野上駅までは、貴志川の北岸に沿って清流を眼下に見下ろす景勝地だった。
次駅の龍光寺前駅までは、丘を切り開いて線路を造ったところで、一見トンネルの様な特異な構造の跨線道路橋があった。廃線後も線路跡が残っていたが、野上小学校の改修に伴い、一部の線路跡がコンクリートで埋められてしまった。更に、国道バイパスの供用に伴い駅部分は既設道路との接続道が分岐する交差点に、上記掘割部も完全に埋め戻されて国道バイパスとなっている。

## 隣の駅
野上電気鉄道
野上線
紀伊野上駅 - 動木駅 - 龍光寺前駅